# Antoine Clériadus de Choiseul de Beaupré
Antoine Clériadus de Choiseul de Beaupré (castelo de Daillecourt, 28 de setembro de 1707 - Besançon, 7 de janeiro de 1774) foi um cardeal do século XVIII

## Biografia
Nasceu, em 28 de setembro de 1707, no castelo de Daillecourt, diocese de Langres, França. Da família dos condes de Angers. Filho de Antoine Clériadus, conde de Choiseul, senhor de Daillecourt, e Anne Françoise de Barillon de Morangis. Seu irmão Claude-Antoine era bispo de Châlons-sur-Marne; e seu tio paterno Gabriel-Florent era bispo de Mende. Seu primeiro nome também está listado como Antoine Clairiard; como Antonius Clairiardus; como Antonio Clairaldo; como Antoine-Clériadus II; e como Antonio Clairado; e seu sobrenome como Choiseul-Beaupré.
Educação inicial em casa sob excelentes tutores fornecidos pelos pais; depois, estudou na Faculdade de Teologia de Paris, na Universidade La Sorbonne , onde obteve o doutorado em teologia.
Ordenado (sem mais informações encontradas). Vigário geral da diocese de Mende. Ele foi promovido ao episcopado por influência de seu parente, o duque de Choiseul-Stainville.
Nomeado arcebispo de Besançon, 17 de novembro de 1754, pelo rei da França. Preconizado pelo papa, em 17 de março de 1755; recebeu o pálio no mesmo dia. Consagrada, 25 de maio de 1755, catedral de Mende, por seu tio Gabriel-Florent de Choiseul, bispo de Mende, auxiliado por Louis François de Vivet de Montelus, bispo de Alès, e por Claude-Antoine de Choiseul-Beaupré, bispo de Châlons . Príncipe do Sacro Império Romano. Foi criado cardeal por instância do rei Luís XV, por nomeação cedida por Jaime III, pretendente ao trono britânico.
Criado cardeal sacerdote no consistório de 23 de novembro de 1761; o barrete vermelho foi enviado a ele por breve papal de 27 de novembro de 1761; ele nunca foi a Roma para receber o chapéu vermelho e o título. A partir de 1764, foi capelão de Stanisław Leszczyński, duque de Lorraine, ex-rei da Polônia. Não participou do conclave de 1769, que elegeu o Papa Clemente XIV. Abade commendatario da real abadia beneditina de Saint-Bertin, diocese de Saint-Omer. Prior do priorado beneditino de Morteaux, arquidiocese de Besançon.
Morreu em Besançon em 7 de janeiro de 1774, castelo de Gy, onde ele foi tentar melhorar sua saúde. Exposto na catedral metropolitana de Besançon; e enterrado no túmulo dos arcebispos daquela catedral.